# 农田水利法 (宋代)
农田水利法是1068年宋神宗在位期间由王安石主持新变法工作中的一项法令。
此法令规定各地兴修水利工程，用工的材料由当地居民照每户等高下分派。只要是靠民力不能兴修的，其不足部分可向政府贷款，取息一分，如一州一县不能胜任的，可联合若干州县共同负责。
此法令在颁布之后的七年內，《宋會要輯稿》記載，全國興修水利工程17093處，收益民田達36177888畝。